# Bjuråkers församling
Bjuråkers församling var en församling i Uppsala stift och i Hudiksvalls kommun i Gävleborgs län. Församlingen uppgick 2006 i Bjuråker-Norrbo församling.

## Administrativ historik
Församlingen har medeltida ursprung. 
Församlingen bildade till 2006 pastorat med Norrbo församling, före 1 maj 1917 som annexförsamling, därefter som moderförsamling. Församlingen uppgick 2006 i Bjuråker-Norrbo församling.
Församlingskod var 218409

## Kyrkor
- Bjuråkers kyrka